# Žamberecký Kanec
Žamberecký kanec je značka piva, které se vyrábí v Minipivovaru Žamberk, založeném v roce 1995 a postaveném v roce 1997 firmou Intero Chmelan spol. s r.o. v Žamberku. Pivo se v pivovaru točí nefiltrované. Pivo v lahvích může být filtrované i nefiltrované.

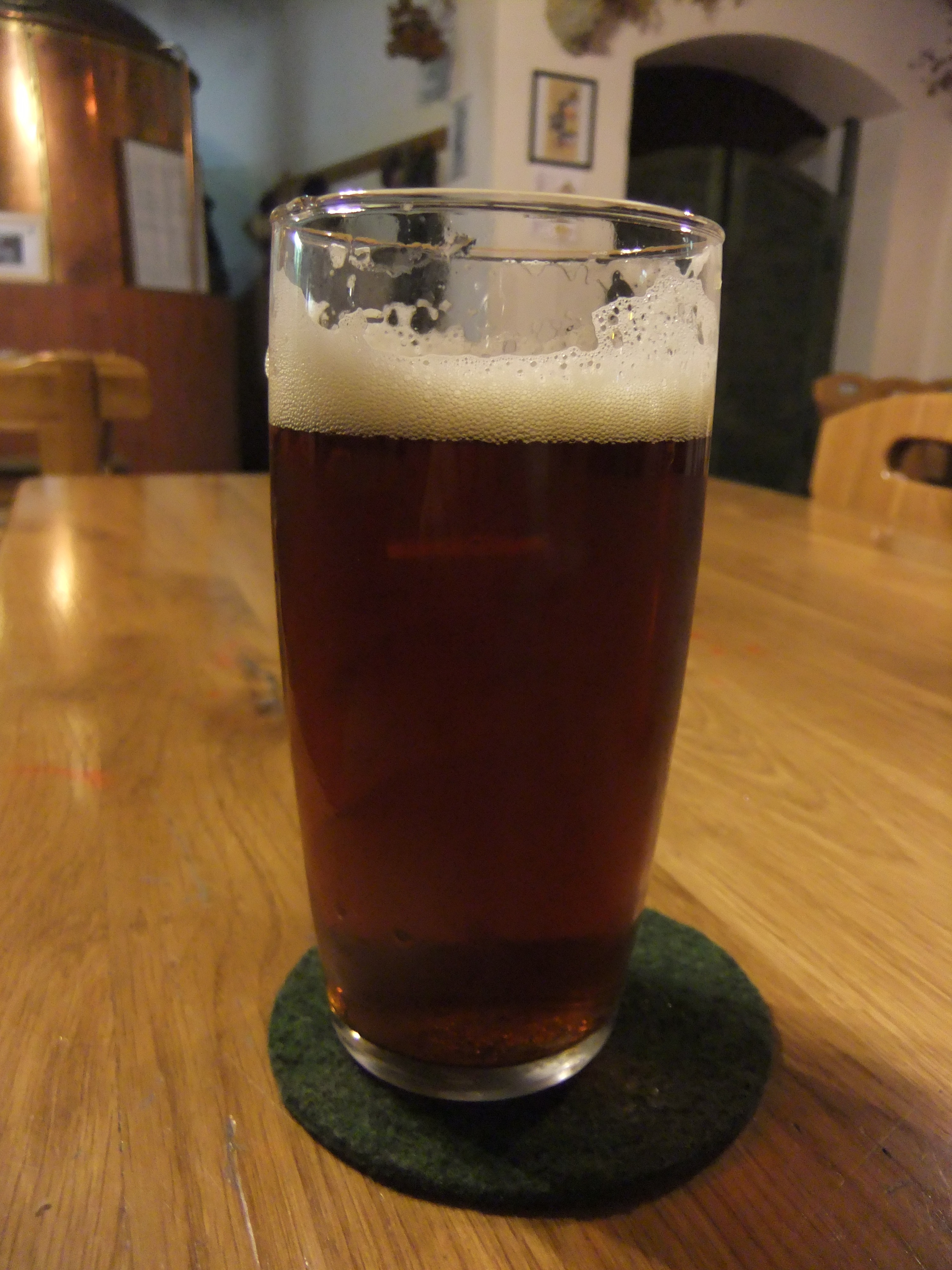
12° jantar
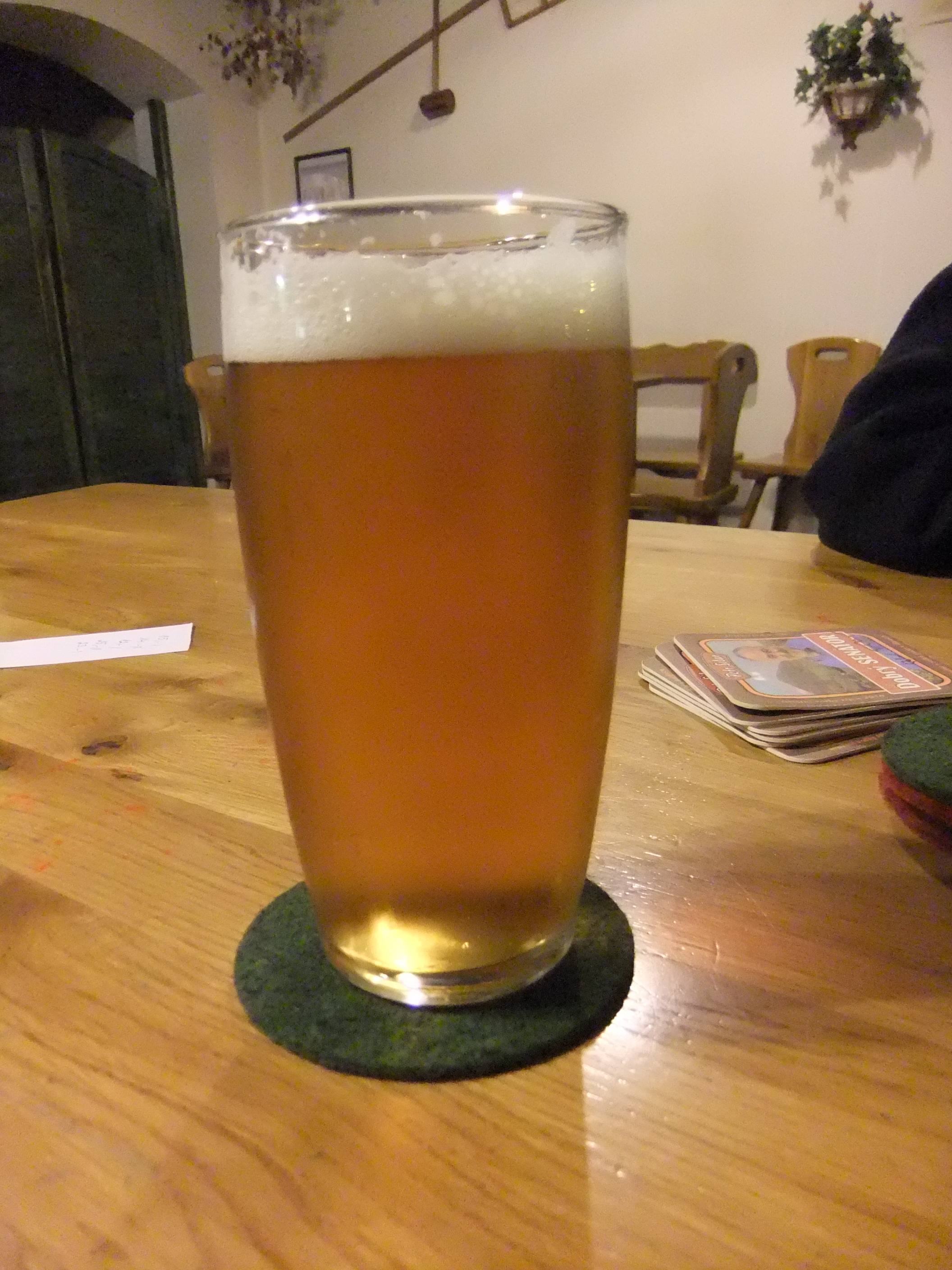
13° světlý ležák
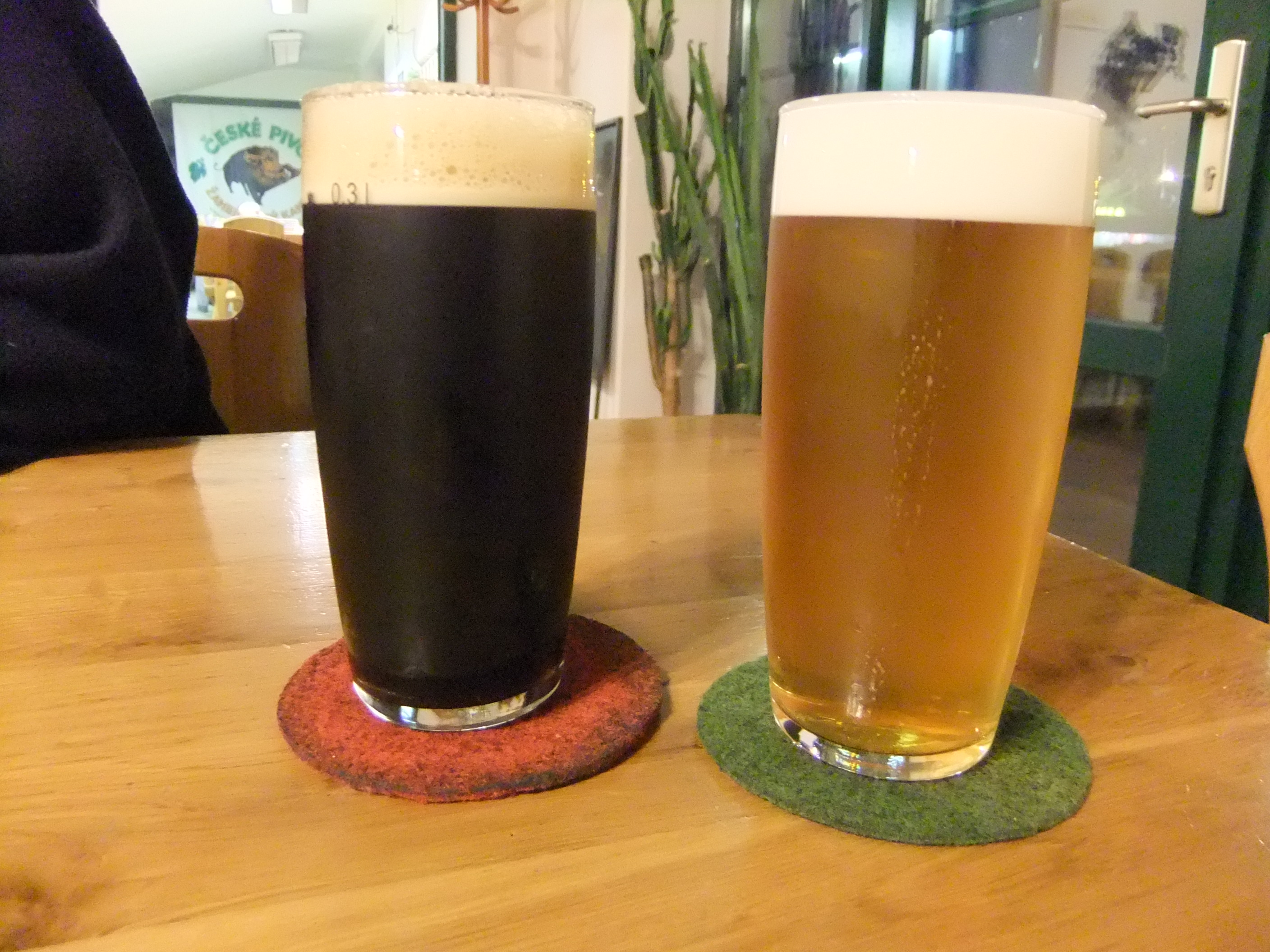
14° tmavý ležák (vlevo) a pšeničňák 12° (vpravo)

## Druhy piva značky Žamberecký kanec
- Žamberecký kanec 10 ° Světlé výčepní pivo s obsahem alkoholu 3,7 %.
- Žamberecký kanec 12 ° Jantarový ležák s obsahem alkoholu 4,8 %.
- Žamberecký kanec 13 ° Světlý ležák s obsahem alkoholu 5,0 %
- Žamberecký kanec 14 ° Tmavý ležák s obsahem alkoholu 5,2 %

Pivovar vyrábí též vlastní lihovinu nazývanou „pivka“.